# Anisomysis bacescui
Anisomysis bacescui är en kräftdjursart som beskrevs av Pillai 1976. Anisomysis bacescui ingår i släktet Anisomysis och familjen Mysidae. Inga underarter finns listade i Catalogue of Life.